# Peter Baldacchino
Peter Baldacchino (Sliema, 5 dicembre 1960) è un vescovo cattolico maltese naturalizzato statunitense, dal 15 maggio 2019 vescovo di Las Cruces.

## Biografia
Monsignor Peter Baldacchino è nato a Sliema il 5 dicembre 1960.

### Formazione e ministero sacerdotale
Ha frequentato le elementari alla Saint Francis School di Msida dal 1966 al 1971 e la scuola secondaria al Mount Carmel College di Santa Venera dal 1971 al 1978. Nel 1984 ha ottenuto un diploma in scienze presso l'Università di Malta e nel 1986 un secondo certificato di perito elettronico presso la Umberto Calosso Trade School di Santa Venera. Mentre era studente si è interessato alle attività del Cammino neocatecumenale. Ha lavorato come manager tecnico di un impianto di imbottigliamento dal 1980 al 1989.
Nel 1989 ha partecipato alla Giornata mondiale della gioventù di Santiago de Compostela e lì ha sentito la sua vocazione al sacerdozio. Papa Giovanni Paolo II in quell'occasione ha detto ai giovani: "Non abbiate paura di essere santi", incoraggiando i presenti a glorificare Dio attraverso le loro vite e a perseguire la santità, ad essere cioè degni figli e figlie di Dio. Baldacchino è rimasto colpito dalla chiamata alla santità fatta dal pontefice. È quindi entrato nel Seminario Redemptoris Mater di Kearny, nel New Jersey. Ha compiuto gli studi teologici per il sacerdozio presso la Scuola di teologia del seminario dell'Immacolata Concezione della Seton Hall University di South Orange che ha concluso con un Master of Divinity. Ha conseguito anche una laurea presso il Thomas Edison State College di Trenton.
Il 25 maggio 1996 è stato ordinato presbitero per l'arcidiocesi di Newark da monsignor Theodore Edgar McCarrick. In seguito è stato vicario parrocchiale della parrocchia di Nostra Signora del Monte Carmelo a Ridgewood dal 1996 al 1999, cancelliere della missione sui iuris di Turks e Caicos dal 1999 al 2014 e parroco di Nostra Signora della Divina Provvidenza sull'isola di Providenciales dal 2000 al 2014. Il 30 marzo 2009 è stato nominato cappellano di Sua Santità.

### Ministero episcopale
Il 20 febbraio 2014 papa Francesco lo ha nominato vescovo ausiliare di Miami e titolare di Vatarba. Ha ricevuto l'ordinazione episcopale il 19 marzo successivo nella cattedrale di Santa Maria a Miami dall'arcivescovo metropolita di Miami Thomas Gerard Wenski, co-consacranti l'arcivescovo metropolita di Nassau Patrick Christopher Pinder e quello di Kingston in Giamaica Charles Henry Dufour. Oltre che ausiliare è stato anche parroco della parrocchia di San Kieran a Coconut Grove.
Il 15 maggio 2019 papa Francesco lo ha nominato vescovo di Las Cruces. Ha preso possesso della diocesi il 23 luglio successivo. È il primo prelato associato al Cammino neocatecumenale chiamato a guidare una diocesi statunitense.
Ha la doppia cittadinanza maltese e statunitense.
Parla fluentemente inglese, italiano, maltese, spagnolo e creolo.

## Genealogia episcopale
La genealogia episcopale è:
- Cardinale Scipione Rebiba
- Cardinale Giulio Antonio Santori
- Cardinale Girolamo Bernerio, O.P.
- Arcivescovo Galeazzo Sanvitale
- Cardinale Ludovico Ludovisi
- Cardinale Luigi Caetani
- Cardinale Ulderico Carpegna
- Cardinale Paluzzo Paluzzi Altieri degli Albertoni
- Papa Benedetto XIII
- Papa Benedetto XIV
- Papa Clemente XIII
- Cardinale Marcantonio Colonna
- Cardinale Giacinto Sigismondo Gerdil, B.
- Cardinale Giulio Maria della Somaglia
- Cardinale Carlo Odescalchi, S.I.
- Cardinale Costantino Patrizi Naro
- Cardinale Lucido Maria Parocchi
- Papa Pio X
- Cardinale Gaetano De Lai
- Cardinale Raffaele Carlo Rossi, O.C.D.
- Cardinale Amleto Giovanni Cicognani
- Cardinale Pio Laghi
- Arcivescovo John Clement Favalora
- Arcivescovo Thomas Gerard Wenski
- Vescovo Peter Baldacchino

## Araldica
| Stemma | Titolare                                | Descrizione |
|        | Peter Baldacchino Vescovo di Las Cruces | Lo stemma episcopale di monsignor Baldacchino mostra centralmente Cristo crocifisso. La croce emerge come un segno di vittoria sulla morte, rappresentata dalle acque del fonte battesimale, la fonte della vita cristiana. Il fonte battesimale è anche un riferimento alla riscoperta del battesimo da parte del vescovo attraverso il Cammino neocatecumenale e all'opera di evangelizzazione: portare le persone a vivere il loro battesimo in modo che possano ricevere la vita divina. Sotto la croce e il fonte battesimale si trova l'immagine di una palma su cui poggia un'aragosta, un noto simbolo della Chiesa primitiva, che rappresenta il mistero della salvezza attraverso il battesimo. L'aragosta rappresenta una creatura marina, abituata a vivere nelle acque del peccato, che, attraverso l'opera dello Spirito Santo, può lasciarsi alle spalle il suo ambiente naturale e vivere su una palma, il simbolo dell'eternità e del paradiso. Sopra la croce aleggia una colomba, che simboleggia lo Spirito Santo, che è la vita della Chiesa e senza la quale non si può fare nulla. Nella parte superiore si trova la luna, che rappresenta la Beata Vergine Maria e la Croce di Malta, che è anche la stella che conduce alla via di Cristo. Le due croci blu su entrambi i lati del crocifisso sono tratte dallo stemma dell'arcidiocesi di Miami, dove il vescovo Baldacchino fu ordinato all'episcopato e servì come vescovo ausiliare. Come motto ha scelto l'espressione "Ubi Dominus Ibidem Laetitia" che si traduce come "Dov'è Dio, c'è gioia". Questo motto è tratto dal Giuditta 15,10, che fa riferimento alla gioia di Israele, e dal Salmo 67, che si riferisce all'essere gioiosi della presenza di Dio. Il motto fa anche riferimento all'esortazione apostolica di papa Francesco Evangelii gaudium. Lo stemma è completato dagli ornamenti esterni che sono una croce processionale episcopale d'oro, posta dietro e che si estende sopra e sotto lo scudo, e un galero, con sei nappe, in tre file, su entrambi i lati dello scudo, il tutto in verde. Queste sono le insegne araldiche di un prelato del grado di vescovo, per ordine della Santa Sede del 31 marzo 1969. |